# Golem (powieść)
Golem (niem. Der Golem) – powieść egzystencjalistyczna autorstwa Gustava Meyrinka wydana w 1915 roku. Powieść opisuje wiedzę ezoteryczną, treść utworu nawiązuje do legendy o golemie, który w XVI miał być stworzony przez alchemika i rabina Liwa ben Becalel.
Golema przetłumaczył na język polski w 1919 roku Antoni Lange.
Piotr Szulkin na motywach tej powieści wyreżyserował film s-f Golem, którego premiera miała miejsce 18 marca 1980.

## Fabuła
Historia przedstawiona w Golemie rozpoczyna się na przełomie XIX i XX wieku, kiedy to nieznany z imienia bohater przyjeżdża do Pragi. Zwiedzając zamek królewski na Hradczanach znajduje w katedrze stary kapelusz, który zabiera ze sobą chcąc oddać go właścicielowi. Na metce wewnątrz kapelusza widnieją wyszyte imię i nazwisko właściciela - Atanazy Pernat. Przed zaśnięciem czyta jeszcze trochę żywot Buddy Gautamy, po czym kładzie się spać.
Następnego dnia bohaterem jest już Atanazy Pernat, mężczyzna koło czterdziestki, wycinacz kamei, mieszkający w starej kamienicy na Kogucim Zaułku w praskim getcie. Z dalszych wydarzeń dowiadujemy się, że bohater miał w młodości załamanie nerwowe, które uleczono przy pomocy hipnozy. Przywrócenie mu zdrowia duchowego miało jednak swoją cenę – Atanazy utracił wszelkie wspomnienia związane z dzieciństwem, rodziną, a także z przykrym wypadkiem, który spowodował owo załamanie. 
Tegoż dnia odwiedza go tajemnicza postać o niemożliwej do zapamiętania twarzy i w staromodnych szatach. Przekazuje mu on "Księgę Ibbur", w której ma naprawić uszkodzony inicjał „J”. Kiedy zaczyna przeglądać księgę, doznaje wizji, a słowa w nieznanym języku stają się dla niego nagle zrozumiałe. Szczególnie porażająca jest dla niego wizja olbrzymiej kobiety ze spiżu. Kiedy wreszcie dochodzi do siebie, stwierdza, że tajemniczy nieznajomy zniknął.
Niedługo potem ma kolejne niespodziewane odwiedziny. Poprzez klapę oddzielającą jego mieszkanie od pracowni doktora Saviolego wpada do niego prawie naga, młoda dziewczyna, która najwyraźniej zna jego imię, pomimo że on nie kojarzy jej twarzy. Z późniejszych wydarzeń dowiadujemy się, że jest to Angelina, córka przyjaciela jego ojca, która najprawdopodobniej była przyczyną owego załamania nerwowego. Jest ona kochanką Saviolego, który jest prześladowany przez tandeciarza, Żyda Aarona Wassertruma. Atanazy pomaga jej ukryć się przed handlarzem, a z czasem ponownie zaczyna coś do niej czuć.

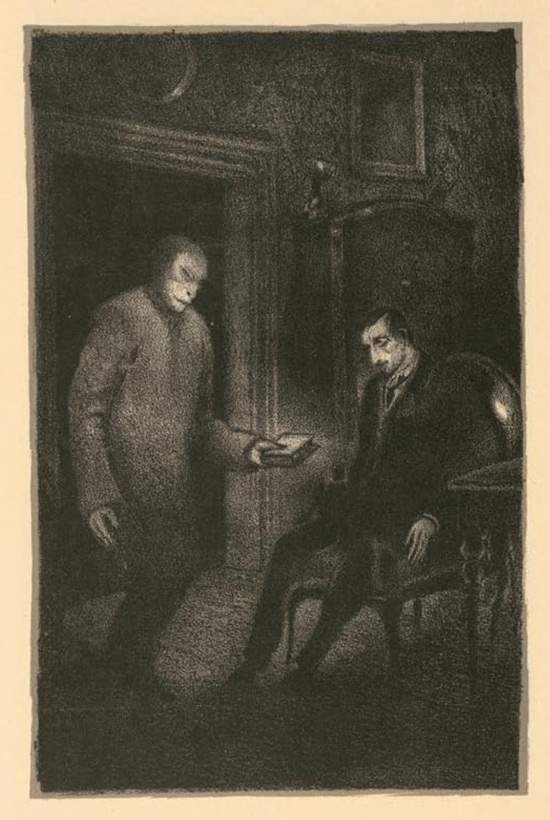
Ilustracja Hugo Steinera z 1916 r.

Wspomniany wyżej Wassertrum, wydawałoby się nędzarz i natrętny gryzoń – to porównanie jest spowodowane jego zajęczą wargą - czuje do kochanka Angeliny nienawiść, ponieważ uważa, że doprowadził on do samobójstwa jego syna, również doktora działającego pod przybranym imieniem Wassory. Był on jakoby „specjalistą” w leczeniu jaskry, w rzeczywistości jednak wmawiał on swoim pacjentom, którzy przychodzili do niego z wadą wzroku, ową chorobę, a następnie przeprowadzał drogie operacje. Z racji, że na ówczesne czasy nie można było jednoznacznie stwierdzić, czy przed operacją pacjent rzeczywiście cierpiał na ową przypadłość, interes kwitł, a Wassory był bezkarny. Dopiero Savioli przy znikomej (jak uważał tandeciarz) pomocy studenta medycyny Charouska udowodnił jego machinacje. Wassory, obawiając się więzienia i widząc, że jego kariera jest skończona, popełnił następnie samobójstwo, a Wassertrum przyrzekł Włochowi śmierć.
Pomoc owego studenta nie była jednak taka znikoma, jak tandeciarz myślał. To właśnie Charousek podsunął Saviolemu dowody, a Wassory'emu truciznę. Uczynił to dlatego, że nienawidził Wassertruma. Od najmłodszych lat postawił sobie za cel zniszczyć Wassertruma i wszystko, co było mu drogie. Czynił tak, ponieważ był nieślubnym dzieckiem Żyda i chciał się zemścić za krzywdy, które ten wyrządził jego matce - wszystko wskazuje na to, że sprzedał ją do domu publicznego. Ostatecznie Charousek osiąga swój cel - zostaje jedynym spadkobiercą Wassertruma, ale nie wszystko idzie tak, jak chciał. Charousek pragnął, aby tandeciarz zażył tę samą truciznę, co jego syn, a tymczasem został on zamordowany przez Loisa – młodzieńca, którego Żyd wsadził do więzienia. Zrozpaczony tym, że krew Wassertrumów splamiła ziemię, a więc nie została do końca unicestwiona, Charousek dzieli swój majątek na trzy części: jedną otrzymuje Pernat, który był przyjacielem Charouska i któremu parę razy pomógł, drugą żebracy z tzw. Batalionu doktora Hulberta, którego księgowym był pod koniec sam student, a ostatnią trzecią część siedmiu mordercom, których wina nie została udowodniona z braku dowodów.